# 董卿
董卿（とう きょう、ドン・チン、1973年11月17日 - ）は、中華人民共和国の司会者。中国中央電視台春節聯歓晩会の司会者を務めたことがある。

## 略歴
1973年に上海市閘北区に生まれた。両親は復旦大学の卒業生で、子供のころは家族と共に安徽省濉渓県に引っ越した。
1985年に浙江省嘉興市に転居し、後に嘉興一中を卒業した。
1991年9月に浙江芸術学院（現在の浙江芸術職業技術学院）に入学し、1994年7月に卒業。卒業後は浙江省話劇団の女優となった。1994年から1996年までは、浙江電視台の司会を務めた。
1996年に上海戯劇学院電視編導専業に入学した。同年、彼女は東方衛視で司会者を務めた。
2002年に華東師範大学中文系古典文学専業を卒業したのち、中国中央電視台に入り、バラエティ番組などの司会者を務めていた。
2014年には上海市政協委員、起業家の密春雷と結婚し、同年に息子がアメリカで生まれた。2022年初より夫は行方不明となった。

## 作品

### 音楽
- 『好聽』
- 『奉獻』
- 『夜来香』
- 『追夢人』
- 『軍港の夜』
- 『跟我出発』
- 『来跳舞吧』
- 『但願人長久』
- 『城裡の月光』
- 『掌声響起来』

### 相声小品
- 『退貨』、2007年
- 『超生游擊隊』、2007年
- 『開鎖』、2008年
- 『魔手神采』、2009年
- 『団団圓圓』、2009年
- 『千変萬化』、2010年
- 『穿越』、2011年
- 『年年有魚』、2011年
- 『幻境』、2012年

## 受賞
- 金話筒奨（2001年、2006年）
- 金鷹奨最佳電視節目主持人（2006年、2010年）[7]